# Potimirim glabra
Potimirim glabra is een garnalensoort uit de familie van de Atyidae. De wetenschappelijke naam van de soort is voor het eerst geldig gepubliceerd in 1878 door Kingsley.